# Paul Verhaeghe
Paul Verhaeghe (Roeselare, 5 november 1955) is een Belgisch hoogleraar klinische psychologie en psychoanalyse.

## Studies
In 1978 studeerde Verhaeghe af als licentiaat in de psychologie aan de Rijksuniversiteit Gent (RUG). In 1985 behaalde hij zijn doctoraat in de psychologie (RUG) en in 1992 een speciaal doctoraat in psychodiagnostiek (RUG). Hij deed zijn psychoanalytische vorming eerst aan de Belgische School voor Psychoanalyse (eigen analyse bij Jacques Schotte), daarna aan de École de la Cause freudienne.

## Tewerkstelling
Na zijn studies was hij gedurende korte tijd werkzaam als klinisch psycholoog – psychotherapeut in een centrum voor geestelijke gezondheidszorg GGZ in Sint-Niklaas. Daarna even als klinisch psycholoog – psychotherapeut in de bijzondere jeugdzorg in Eeklo. Eind 1981 startte hij zijn doctoraatsonderzoek aan de universiteit Gent. Dit deed hij bij professor Julien Quackelbeen, met wie hij een aantal artikels samen schreef. In 1992 werd hij benoemd tot hoofddocent. De relatie met professor Quackelbeen verzuurde ondertussen snel. In 1996 verwierf hij de rang van gewoon hoogleraar. Hij doceerde klinische psychodiagnostiek, psychoanalytische therapie en gender studies, en was hoofd van de vakgroep psychoanalyse en raadplegingspsychologie. Op 1 oktober 2021 ging hij met emeritaat.
Als vakgroepvoorzitter motiveerde hij een nieuwe generatie psychoanalytisch geschoolde psychologen om empirisch en klinisch onderzoek te doen. Het accent van de vakgroep ligt op onderzoek naar de werkzaamheid van psychotherapeutische processen, zoals begrepen vanuit een psychoanalytische invalshoek, en naar een klinisch meer bruikbare vorm van psychodiagnostiek.

## Werk
In 1998 werd Verhaeghe bekend met de publicatie van 'Liefde in tijden van eenzaamheid', een psychoanalytische lezing van de postmoderne man-vrouwverhouding. Ondanks de moeilijkheidsgraad werd het boek een onverwacht succes en is het ondertussen in acht talen vertaald. In 2008 verscheen er een licht herwerkte versie bij De Bezige Bij.
Tot 2000 publiceerde hij vooral artikels waarin hij het werk van Sigmund Freud en Jacques Lacan combineerde tot een, volgens de psychodynamisch georiënteerde clinici, bruikbare theorie. Met 'Over normaliteit en andere afwijkingen' (2002) probeerde hij een alternatief voor de DSM-diagnostiek te bieden; de Amerikaanse editie van het boek 'On being normal and other disorders' kreeg de Goetheprijs.
Een van de aandachtspunten in dit werk is een herdefiniëring van de aktuaalpathologie, een vergeten freudiaanse diagnostische categorie, waarin alexithymie en een verstoorde interpersoonlijke verhouding centraal staan.

Kort na 2000 maakte Verhaeghe deel uit van een studiegroep, opgericht in de schoot van het IPA (International Psychoanalytic Association), over de raakvlakken tussen neurologie en psychoanalyse. De samenwerking met onder andere Jaak Panksepp en Mark Solms overtuigde hem van de onbruikbaarheid van elke benadering die de mens uitsluitend psychologisch of juist uitsluitend lichamelijk probeert te begrijpen.
Op grond daarvan zal hij in 'Het einde van de psychotherapie' een zeer kritische houding aannemen tegen het reduceren van psychologische en psychiatrische problemen tot neurobiologische, erfelijk bepaalde aandoeningen, en in 'Identiteit' tegen een sciëntistische benadering van de psychologie.
Een essay in boekvorm (Verhaeghe, 2009) waarin hij zijn visie op het oedipuscomplex uitwerkte, kreeg bijzondere aandacht in de Angelsaksische wereld.
In 2010 werd hij door de Louise Bourgeois studio's (New York) uitgenodigd om mee te werken aan een essaybundel over haar werk. Hij kreeg als eerste de volledige toegang tot haar dagboeken en kon op grond daarvan een nieuwe visie op haar werk presenteren.
Vanaf de millenniumovergang ging zijn aandacht naar de explosieve groei van het aantal psychische stoornissen, de dominantie van een psychodiagnostiek die is gebaseerd op labels (DSM), en het verband met maatschappelijke veranderingen. In een lezing in Dublin (2007) stelde Verhaeghe dat de klassieke psychotherapie, onder invloed van de labeldiagnostiek, en een bepaalde invulling van 'evidence based' onderzoek, aan het verdwijnen is. De organisatoren plaatsten de video van de lezing op het net, waardoor zijn stellingen ruim aandacht kregen. De verdere uitwerking daarvan gaf aanleiding tot het boek 'Het einde van de psychotherapie' (2009), dat op korte tijd zeven herdrukken kende.
Op grond van onderzoek met zijn vakgroep naar burn-out en depressie ging zijn aandacht steeds meer naar de gecombineerde effecten van maatschappelijke veranderingen en arbeidsorganisatie. Hij werkte dit uit in de Oikoslezing van 2010. De publicatie daarvan (Verhaeghe, 2011) en de digitale overname van de tekst door de website van de liberale denktank Liberales zorgden voor de nodige publieke belangstelling.
In 2011 werd dit werk bij Liberales bekroond als 'essay van het jaar'.
Verdere uitdieping daarvan bracht hem tot de stelling dat de hedendaagse identiteit gebaseerd is op een dwingende neoliberale ideologie, en dat een dergelijke identiteitsvorming ingaat tegen de evolutionair ingebakken menselijke sociale aard. Eind januari 2012 bracht Verhaeghe op een Belgische nationale stakingsdag een scherpe lezing in het kunstencentrum Vooruit Gent, waarin hij de bankencrisis als een bevestiging van de neoliberale ideologie beschouwt. De uitwerking daarvan op de Paul Verbraekenlezing in Antwerpen en de daarbij aansluitende publicatie van de tekst kreeg in Vlaanderen zeer veel aandacht.
Deze lezing was gebaseerd op twee hoofdstukken van 'Identiteit', een boek dat in het najaar van 2012 verscheen, en dat zowel in Nederland als in Vlaanderen zijn weg vond naar een breed publiek, zowel aan de linker- als aan de rechterzijde. Een Duitse en Engelse vertaling zijn ondertussen gepubliceerd.
In het eerste deel van 'Identiteit' argumenteert Verhaeghe dat de menselijke psychische identiteit een constructie is boven op een evolutionair gegronde onderbouw. Evolutionair beschouwd is de mens een sociale diersoort waarin twee tegenovergestelde gedragstendensen aan het werk zijn: enerzijds een gerichtheid op gemeenschap en delen, anderzijds een gerichtheid op individualisme en nemen. Welke van de twee tendensen er de overhand krijgt in de identiteitsconstructie wordt bepaald door het maatschappijmodel. In het tweede deel beschrijft hij de huidige maatschappij als neoliberaal, waarbij hij het neoliberalisme opvat als een nieuwe versie van het sociaal darwinisme. De daardoor bepaalde identiteitsontwikkeling is volgens hem zeer negatief, omdat ze ingaat tegen de sociale aard van de mens. De negatieve impact van het neoliberalisme vindt hij ook terug in de organisatie van het onderwijs, het wetenschappelijk onderzoek en de gezondheidszorg. In het laatste hoofdstuk stelt hij dat verandering van onder uit zal moeten gebeuren, aangezien de neoliberale ideologie ondertussen deel uitmaakt van onze identiteit.

## Kritiek
In december 2011 werden hij en zijn vakgroep in De Standaard bekritiseerd door enkele Gentse wetenschapsfilosofen, waaronder Maarten Boudry en Griet Vandermassen, die hem de onwetenschappelijkheid van de psychoanalyse verweten. Verhaeghe's collega Stijn Vanheule verdedigde de psychoanalyse bij Peeters & Pichal tegen de kritiek van Boudry en Vandermassen.
Ook de publicatie van Identiteit werd op kritiek onthaald: Verhaeghes kritiek op het neoliberalisme, het "sciëntisme", "Big Pharma" en DSM-5 werd "sterk overtrokken" bevonden, hij zou "neoliberalisme" als zondebok gebruiken voor alle moderne problemen, waardoor die term een 'vergaarbak vol contradicties' wordt, en paradoxaal genoeg zou hij in zijn "litanie tegen onheilsprofeten" er zelf een zijn. De discussie werd door een groep wetenschapsfilosofen genuanceerd en in een ruimer debat geplaatst over wat wetenschap is.

## Trivia
Alhoewel Paul Verhaeghe twee maal gedoctoreerd is in de psychologie en er emeritus-hoogleraar in is, is hij geen erkend psycholoog. Die beroepstitel is in België beschermd sinds de wet van 8 november 1993. De procedure om de titel psycholoog te mogen dragen is in zijn geval eenvoudig. De reden waarom hij deze beroepstitel niet wenst te dragen heeft hij nooit publiek gemaakt. Het betekent wel dat hij niet gebonden is aan de deontologische code van Belgische psychologen.